# Hasselbach-Brunnen

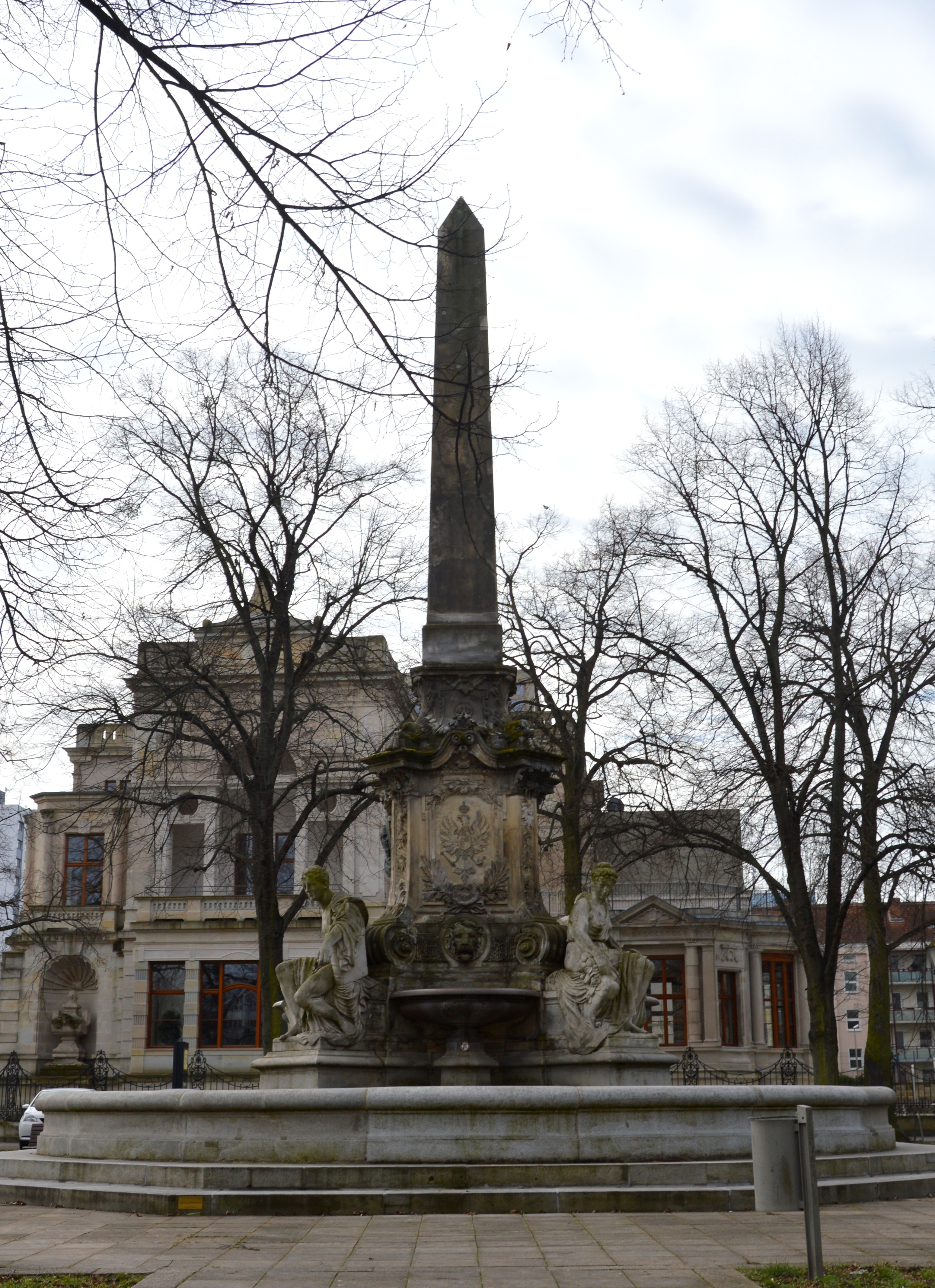
Hasselbach-Brunnen

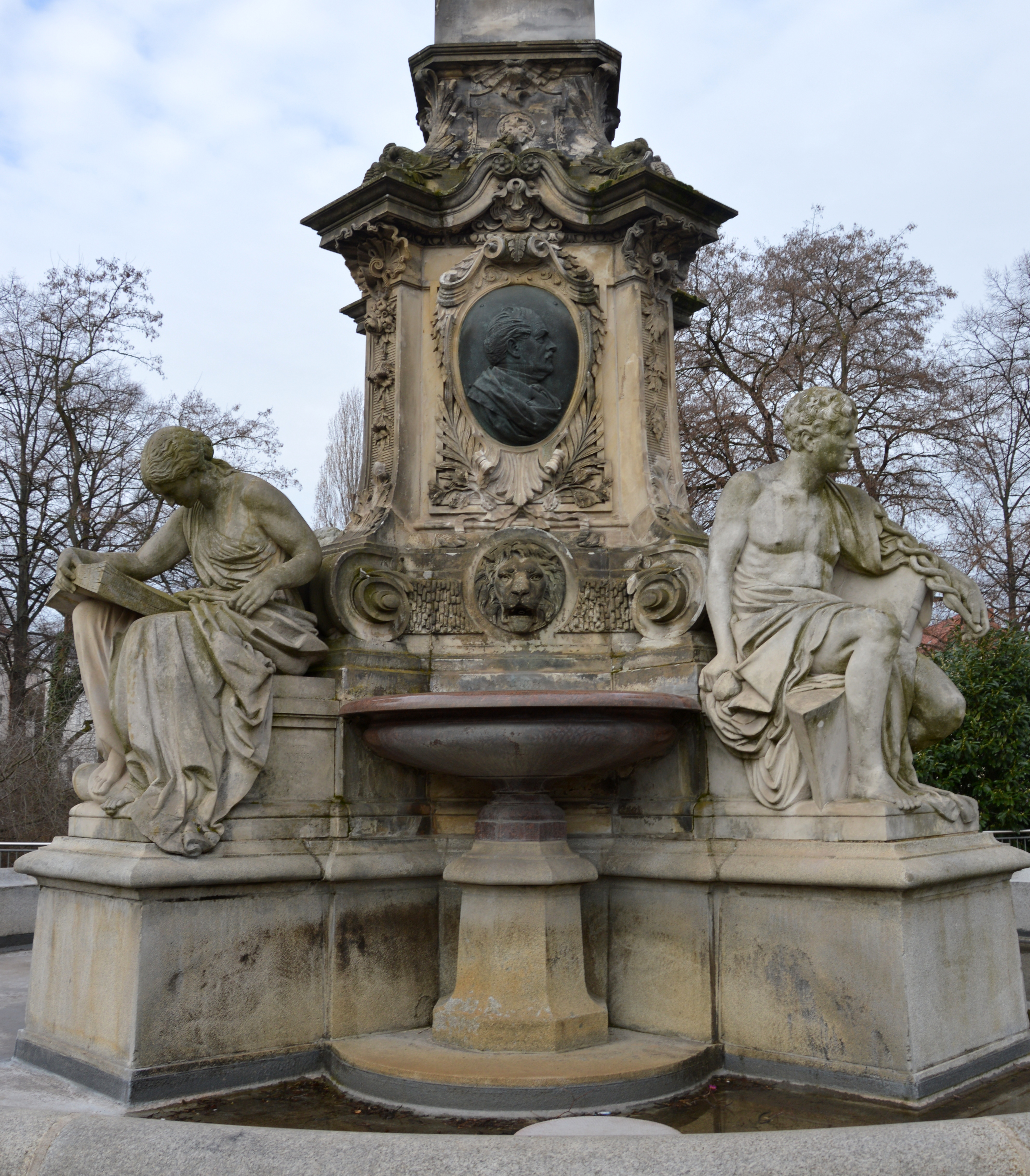
Brunnen mit Porträt Hasselbachs

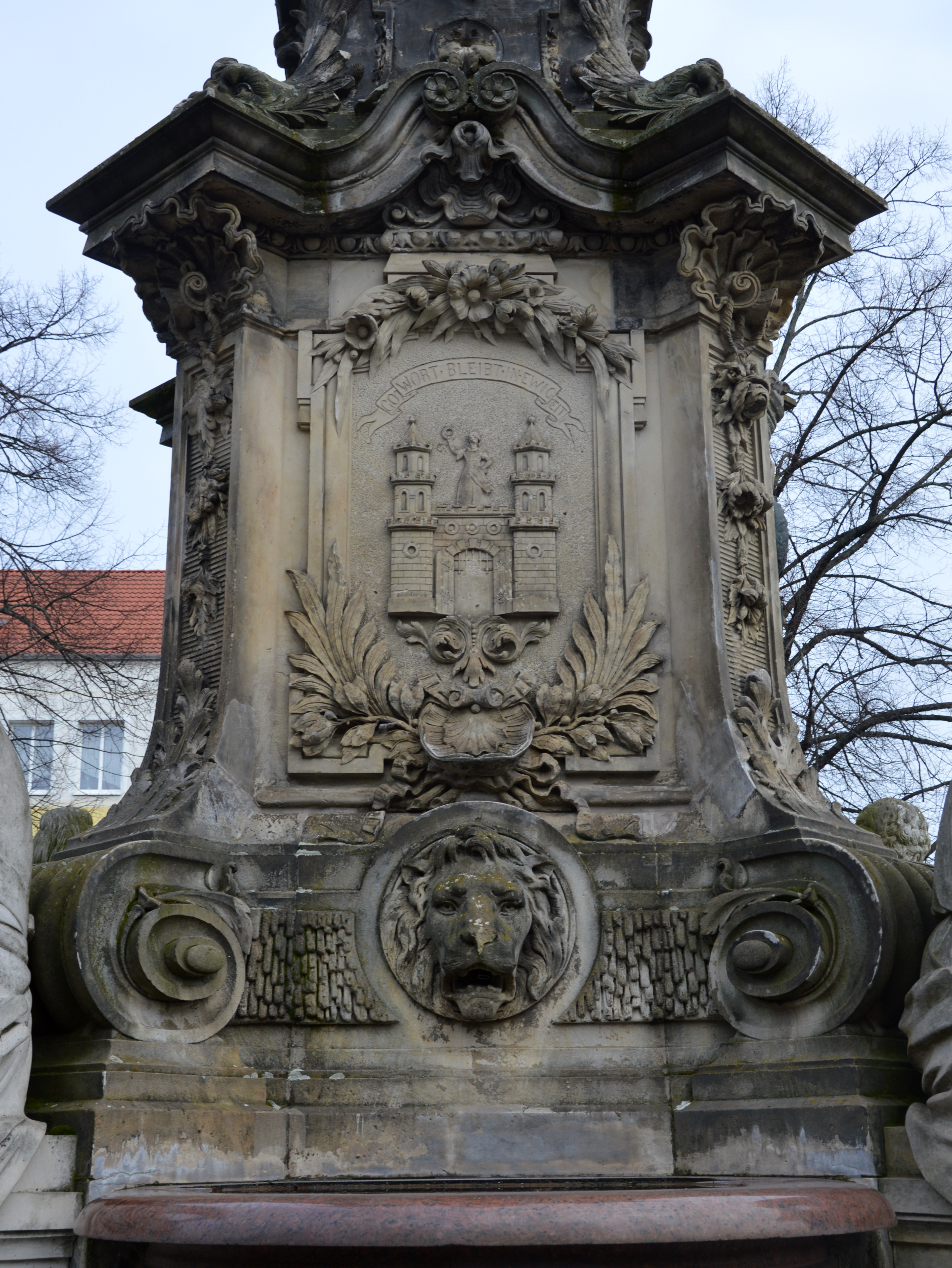
Magdeburger Wappen

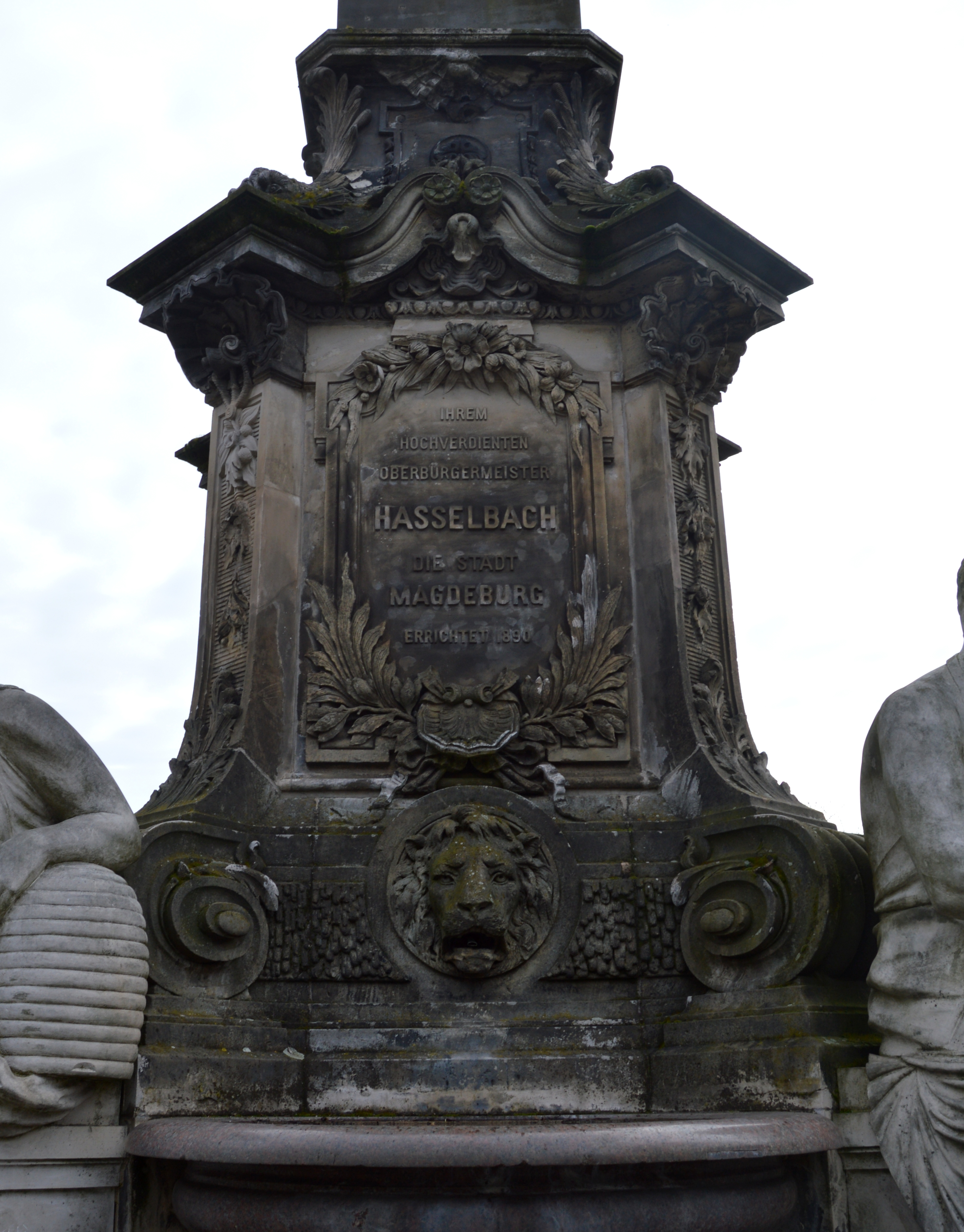
Inschrift

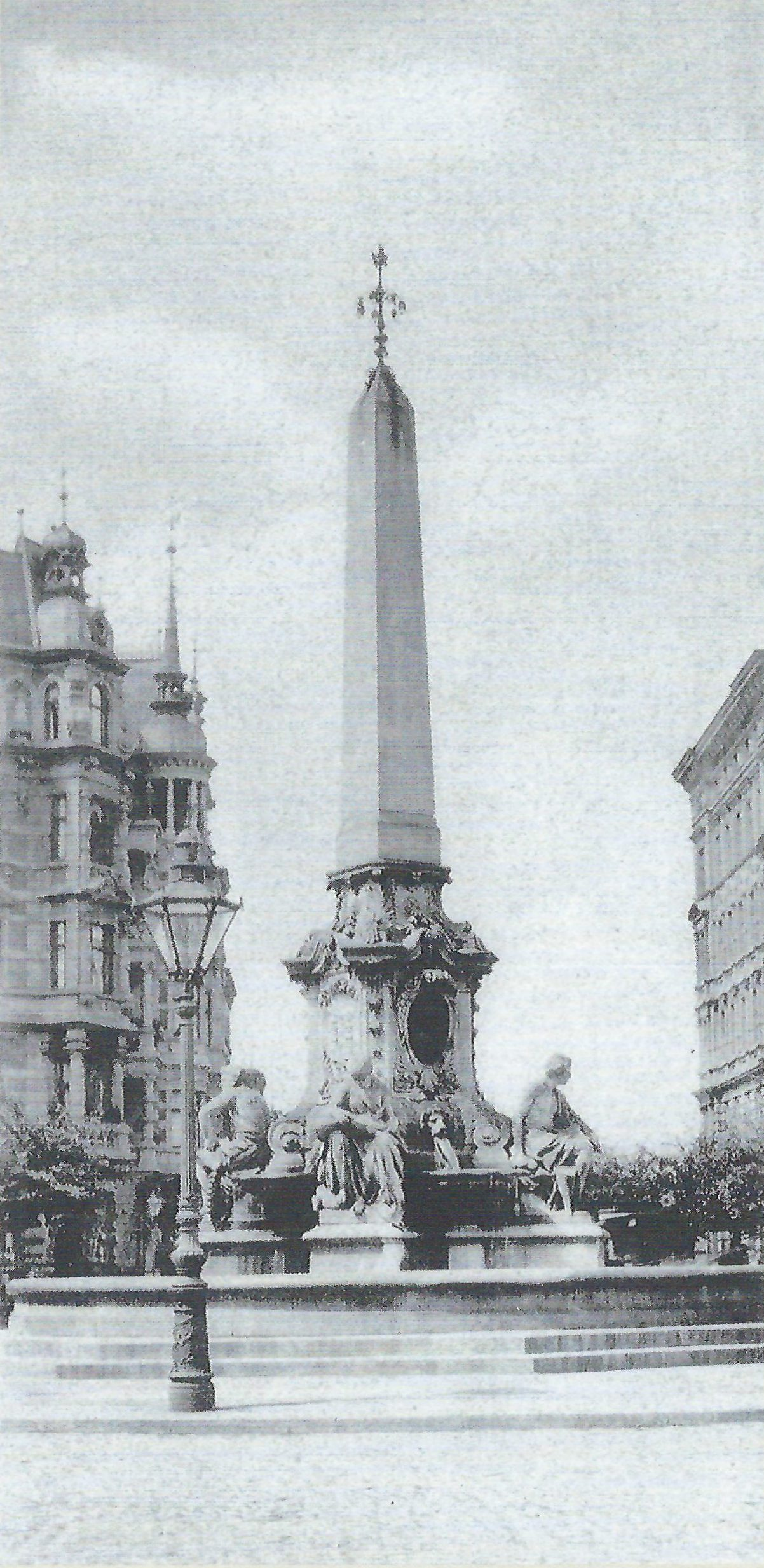
Hasselbachbrunnen auf dem Hasselbachplatz

Der Hasselbach-Brunnen ist ein denkmalgeschützter Brunnen  in Magdeburg in Sachsen-Anhalt.

## Lage
Der Brunnen befindet sich auf dem Haydnplatz im südlichen Teil des Magdeburger Stadtteils Alte Neustadt.

## Gestaltung und Geschichte
Der als Denkmal für den Magdeburger Oberbürgermeister Gustav Hasselbach errichtete monumentale Brunnen geht auf einen Entwurf des Bildhauers Karl Albert Bergmeier zurück. Bergmeier hatte 1884 den 1883 für die Gestaltung des Brunnens ausgelobten und mit 1500 Mark dotierten Wettbewerb gewonnen. Der zweite Preis mit 1000 Mark ging an Adolf Hartung und der dritte Preis mit 500 Mark an den Entwurf des in Magdeburg geborenen Architekten Richard Saran in Gemeinschaft mit dem Magdeburger Stadtbaumeister Jähn. Darüber hinaus wurde von der Jury auch noch der Ankauf drei weiterer eingereichter Modelle und Zeichnungen aufgrund ihrer künstlerischen Qualität empfohlen.
Als Standort war ursprünglich die Kreuzung Ulrichstraße / Kaiserstraße vorgesehen – in etwa entsprechend der heutigen Kreuzung von Ernst-Reuter-Allee und Otto-von-Guericke-Straße. Wegen der damals bereits als dafür zu hoch eingeschätzten Verkehrsbelastung erfolgte die Aufstellung stattdessen auf dem Hasselbachplatz im Süden der Magdeburger Altstadt. Der Bereich stellt das Zentrum der unter Hasselbach erfolgten Stadterweiterung nach Süden dar. Die Einweihung fand am 30. November 1890 statt. Die jedoch auf dem Hasselbachplatz ebenfalls erhebliche Verkehrsbelastung führte im Jahr 1927 zu einer Umsetzung des Hasselbachbrunnens an seinen heutigen Standort auf dem Haydnplatz.
Die prächtige Gestaltung des Brunnens orientiert sich an römischen Brunnen der Barockzeit. Aus einem großen runden Brunnenbecken erhebt sich ein gestuftes Podest, in dem halbierte Brunnenbecken angeordnet sind. Flankiert wird das Podest von vier allegorischen Figuren. Eine Frau mit Buch steht dabei für die Wissenschaft, ein Mann mit Zahnrad für die Industrie, eine Frau mit Bienenkorb für die Landwirtschaft und ein Jüngling mit Merkurstab für den Handel. Die Figuren waren ursprünglich vom Bildhauer Emil Hundrieser geschaffen worden, gelten jedoch seit den 1950er Jahren als verschollen. Im Zuge einer Restaurierung des Brunnens in den Jahren 1999/2000  wurden die Figuren anhand historischer Fotografien von den aus Halle (Saale) stammenden Bildhauern Peter Michael und Christoph Reichenbach neu erstellt. Auf dem Podest ruht ein im Stil des Neobarock verzierter Sockel mit darauf ruhenden Obelisken. Auch der Obelisk war beschädigt und eingelagert worden und wurde im Zuge der Restaurierung wieder aufgestellt. Der Sockel ist mit Inschriften versehen und reich verziert. So findet sich ein Hasselbach darstellendes Porträt aus Bronze, das Wappen der Stadt Magdeburg, der Preußische Adler und die eigentliche Widmung.
Die Widmungsinschrift lautet:
IHREM

HOCHVEREHRTEN

OBERBÜRGERMEISTER

HASSELBACH

DIE STADT

MAGDEBURG

ERRICHTET 1890

Im örtlichen Denkmalverzeichnis ist der Brunnen unter der Erfassungsnummer 094 17401 als Baudenkmal verzeichnet.
Der Brunnen gilt sowohl als stadtgeschichtlich als auch kulturell-künstlerisch bedeutend.